# 日本國鐵EF53型電力機車
EF53型电力机车（日语：EF53形電気機関車）是日本铁路的第一代国产干线电力机车车型之一，由日立製作所、芝浦製作所、汽車製造、三菱電機等企业联合设计制造，适用于供电制式为1500伏直流电的电气化铁路。

## 历史

### 研制
1932年（昭和7年），在吸收EF52型电力机车开发和制造经验的基础上，日立製作所、芝浦製作所、汽車製造、三菱電機、川崎车辆等企业合作研制了EF53型干线客运电力机车。新型机车以提高高速区域牵引性能及可靠性为重点，成为铁道省的标准化电力机车，并为以后的EF56、EF57型电力机车奠定了基础。至1934年（昭和9年）停产为止，共生产了19台EF53型电力机车（EF53 1～EF53 19）。
EF53型电力机车的总体结构与EF52型电力机车保持相同，EF53型电力机车的主要特点和差异包括：
- 齿轮传动比由3.45改为2.63，改善高速区域的牵引性能。
- 控制装置调速手轮级位由28个减少至25个，接触器数量由41个减少至36个。
- 电动发电机的励磁装置改为与电力动车组相同的两台励磁机。
- 采用带缓冲器的PS10A型受电弓。
- 从EF53-13号机车开始改为采用MT17A型牵引电动机，磁场削弱率加深至63%，以提高额定转速。
- 车钩中心间距由20,600毫米缩短到19,920毫米，机车整备重量由108吨减轻到98.88吨。
- 车体外观上，原本外露的底架改为包覆在车体之内，总风缸安装在车体之下两侧。

### 运用
EF53型电力机车投入运用初期，均配属于国津府机关区，主要担当东海道本线东京至国府津间的旅客列车牵引任务。1934年，随着复线电气化的丹那隧道建成通车，EF53型电力机车的运用区段亦延长至沼津，并主要用于牵引以“富士号”和“燕号”为代表的优等旅客列车。与EF52型电力机车相比，EF53型电力机车更适合牵引快速列车，而且其可靠性亦备受好评。因此，其中三台EF53型电力机车（EF53-16～EF53-18）于1934年被指定为日本皇室御召列车的专用牵引机车，直到1953年才被EF58型电力机车取代。
第二次世界大战结束后，由于该型机车并未设有为列车供暖的蒸汽锅炉，在冬季牵引列车时必须加挂暖房车。随着搭载蒸汽锅炉的EF58型电力机车投入运用，EF53型电力机车亦逐步退居二线，转往高崎线等地方干线担当客运牵引任务，或者担当东京周边地区的小运转任务。截至1955年（昭和30年）8月，十五台EF53型电力机车（1～15）配属于高崎第二机关区，其余四台机车（16～19）则配属东京机关区。

### 改造
1963年（昭和38年），日本国铁决定对山阳本线瀨野至八本松间的高坡区段（简称“瀨野八”）实行补机无烟化。经考虑各种替换方案后，决定以运用状态良好的EF53型电力机车作为改造对象，改造内容包括改变传动齿轮比、加装重联控制装置等措施，使其适应该大坡度区段的使用条件，经改造后的机车被改称为EF59型电力机车。1968年（昭和43年），所有机车均已完成改造，EF53型电力机车正式从日本国铁编制中消失，而EF59型电力机车则按完成改造的先后次序重新编号。
| EF53 | 8 | 9 | 3 | 11 | 12 | 5 | 6 | 7 | 4 | 1  | 2  | 10 | 19 | 16 | 18 | 17 | 14 | 15 | 13 |
| EF59 | 1 | 2 | 3 | 4  | 5  | 6 | 7 | 8 | 9 | 10 | 11 | 12 | 13 | 14 | 15 | 16 | 17 | 18 | 19 |

1982年，新一代的EF67型电力机车投入“瀨野八”区段运用后，EF59型电力机车开始逐步报废或封存。其中，处于不可动状态的EF59-10号机车于1987年国铁分割民营化时被西日本旅客铁道继承，并存放于下关地域铁道部下关车辆管理室，直至2006年（平成18年）7月正式除籍并拆解。

## 技术特点
EF53型电力机车是干线客运用的大型直流电力机车，适用于供电制式为1500伏直流电的电气化铁路。机车采用非承载式结构的全金属箱形车体，车体各项载荷全部由底架承担，侧墙和顶盖不参与承载，车体由钢结构组件铆接而成。机车两端为露天的通过台区域，车体两端各设有一个司机室，车体中部为电气室。司机室前方中央设有一扇端门，在司机室内机车运行方向的左侧设有司机操纵台。电气室内有贯通的双侧内走廊连接两端司机室，电气室左右两侧的侧墙均开有六个通风百叶窗口和七个采光玻璃窗，车顶相对两端司机室后部上方的位置各装有一台双臂式受电弓。
EF53型电力机车采用2Co-Co2轴式，机车走行部为两台带有导轮轮对的转向架，每台转向架包括两对导轮和三对动轮，导轮的作用是为分担车体重量，以免轴重超限。车钩和通过台直接安装在转向架构架的端梁上。两台转向架之间设有弹性联接装置，以提高机车的小半径曲线通过性能，并用于传递牵引力。悬挂装置由钢板弹簧、螺旋弹簧和均衡梁组成。牵引电动机采用抱轴式悬挂，牵引电动机的一端安装在转向架构架上，而另一端通过抱轴承刚性抱合在车轴上。牵引电动机输出的扭矩通过一级减速齿轮传递给轮对，牵引齿轮传动比为27：71（1：2.63）。
EF53型电力机车是直—直流电传动的直流电力机车，通过调节起动电阻、牵引电动机的三段式串—并联转换和磁场削弱来达到调速的目的。机车起动和加速时，六台牵引电动机全部以串联连接，并逐步减少起动电阻的阻值；然后将每三台并联连接的牵引电动机为一组，两组牵引电动机以串联连接；最后六台牵引电动机全部并联连接，直至达到最高速度。为扩大机车的调速范围，在三种连接方式均可以对牵引电动机使用一级磁场削弱。
早期的机车采用了与EF52型电力机车相同的MT17型直流串励牵引电动机，额定功率为265千瓦，额定转速为每分钟682转，额定电压为675伏特；从EF53-13号机车开始改为采用MT17A型牵引电动机，磁场削弱率加深至63%，以提高额定转速。控制装置采用电磁式空气接触器实现有级调压，控制电路采用继电器实现各种控制功能和电路保护。

## 车辆保存
- EF59-11（EF53-2）号机车：静态保存于碓冰岭铁道文化村。
- EF59-1（EF53-8）号机车：静态保存于碓冰岭铁道文化村。
- EF59-16（EF53-17）号机车：静态保存于日本货物铁道广岛车辆所。

## 参看
- EF51型电力机车
- EF52型电力机车
- EF10型电力机车
- 日本电力机车列表